# OnEscapee
onEscapee es un videojuego de acción-aventura, lanzado para Amiga en 1997 y luego para Windows en 2004. Más tarde, en 2016 se lanzó para Android e iOS como The Escapee, también se lanzó para Dreamcast en pleno 2018.

## Historia
onEscapee fue desarrollado por  Invictus Games, Ltd. y publicado por Sadeness Software con sede en el Reino Unido (y ahora desaparecido). Se distribuyó en un formato  CD, lo cual era inusual en el período desde que Amiga 1200 no estaba equipado con una unidad de CD. Por lo tanto, los usuarios debían comprar una unidad de CD-ROM externa adicional (o volver a instalar la computadora para que quepa en una unidad interna) para ejecutar el software desde los discos. Como Invictus es un equipo húngaro, para que el juego sea lo más internacional posible, el texto y el discurso se mantuvieron al mínimo. Como resultado, el juego tiene soporte para más de 17 idiomas. El único idioma que aparece en el juego es en la música utilizada en los títulos y en una escena del juego, los menús, el texto de ayuda y la secuencia inicial de FMV.
Invictus relanzó el software en 2004 como freeware para que PC coincidiera con el décimo aniversario de la fundación de la compañía.

## Jugabilidad
La jugabilidad de onEscapee es muy similar a Another World y Flashback: The Quest for Identity en el juego y presenta una mano rotoscópica similar dibujados a mano.

### Diferencias entre PC y Amiga
El lanzamiento de Amiga y el relanzamiento de PC difieren ligeramente. La barra de salud del jugador, por ejemplo, es cuadrada en la versión Amiga y redondeada en la versión para PC. El menú de pausa también fue rediseñado para la versión de PC, con la capacidad de nombrar ranuras de guardado.
La versión de Amiga, tal vez para atender tanto a aquellos con memoria expandida como a aquellos que ejecutan sistemas más optimizados, presenta un modo "normal" y "rápido", con el juego funcionando notablemente más suave en modo "rápido". Esta característica se omitió del relanzamiento de la PC, que parece ejecutarse en modo "normal". También existe una opción para "Agitar" (activar/desactivar) en la versión de Amiga que afecta los efectos de las olas en los niveles bajo el agua, omitido a favor de un estado "activado" en el modo PC. Los efectos de desvanecimiento de Amiga cuando se cambia de pantalla se han ido en la versión para PC, así como parte de la claridad de los gráficos; la versión de Amiga, escrita en ensamblador para "lograr el máximo rendimiento" contiene gráficos vectoriales diseñados para el hardware Amiga en el juego y las secuencias FMV; la versión para PC, para ahorrar espacio en el disco y garantizar velocidades confiables, se basa en video pre-renderizado en algunos lugares.

## Argumento
Daniel White recuerda en un monólogo el primer encuentro de la humanidad con "los primeros extraterrestres", hablando de cómo introdujeron las "nuevas civilizaciones". Continúa mencionando que "hombres sanos y fuertes" de repente comenzaron a desaparecer al mismo tiempo. Hay un corte en una nueva secuencia de video que presenta la metrópoli donde presumiblemente preside la humanidad. A pesar de que las ciudades están iluminadas adecuadamente y tienen la apariencia de vida, muy pocos otros humanos aparecen en el juego, y la gran mayoría de la vida es animal o robótica.
No está claro dónde se establece el juego. Además, no parece haber ninguna influencia humana en la tierra, con la mayoría de la vida animal e incluso vegetal tomando formas extrañas. O esto demuestra la intrusión de la cultura alienígena, o White ha aterrizado en el planeta de los alienígenas, y es su destino convertirse en un "fugitivo" y regresar a la tierra. Si este es el caso, se puede encontrar un diagrama similar en Flashback: The Quest for Identity.
El jugador ve un automóvil sin etiquetar volando desde la ciudad hacia una ubicación más aérea, con montañas visibles en el fondo. Parece que los dos conductores en el frente han capturado a un hombre (blanco) que está en la parte de atrás. Sin embargo, mientras conducen, White se despierta y comienza a luchar, lo que hace que el conductor pierda el control y choque. La vista del jugador se desvía a una vista de consola de un droide de eliminación de basura, que enumera a los tres ocupantes del automóvil como muertos y envía una unidad para limpiar los restos.
Después de navegar a través de una serie de cuevas y adquirir un arma de fuego, un arma similar a la de Another World que le permite al jugador disparar y activar un escudo temporal, las blancas se mueven a un área de bosque poblada con lo que parece ser una vida salvaje alienígena. A partir de ahí, se dirige a una base alienígena.
White se abre paso a través de la base, entrando en primer contacto con el arsenal de guardias robóticos de los alienígenas. Usando su arma y el puñado de regeneradores de salud, White finalmente lucha contra un jefe que toma la forma de sí mismo. Sin embargo, después de derrotarlo, el cambiaformas adopta una forma mucho más amenazante Grim Reaper con alas y bastón. Este personaje, que no tiene nombre durante todo el juego, perseguirá a White a intervalos y lo vaporizará al contacto.
Después de tomar un ascensor, White se encuentra en la metrópoli. Debe encontrar una variedad de palancas ubicadas estratégicamente para desbloquear una puerta que conduce a lo que parece ser una pista de aterrizaje. En el camino, lucha contra robots y evita a los perros guardianes y a las personas que conducen lo que parecen ser motocicletas voladoras, así como torretas de armas móviles y alienígenas con granadas. Al desbloquear la salida, el jefe del nivel anterior comienza a perseguir y, cegado por su pánico, White se zambulle del extremo de la pista de aterrizaje en las rocas, donde pierde el conocimiento.
A la mañana siguiente, White recupera la conciencia y debe sumergirse en una corriente, cayendo por una cascada antes de poder avanzar más. Después de ubicar una mejora de su arma en un laberinto de agua, encuentra un pasaje que conduce a un almacén. En el interior, observa al jefe, con el bastón en la mano, observando desde la distancia cómo otros humanos cooperan en la construcción de algún tipo de avión.
White escala el vasto almacén, destruye una máquina que se encuentra en su camino y ensucia el piso con componentes. Después de encontrar a los otros humanos que ocupan el almacén, entrega el equipo y los humanos lo aceptan como un aliado. Después de implantarlo con un termómetro para medir sus signos vitales, abordan la nave. Tras distraer al jefe, White se sumerge bajo el agua, lo que hace que el termómetro muestre una lectura similar a la muerte. La tripulación, por lo tanto, lanza un cohete dirigido a su origen con la intención de matar al jefe.
Hecho su trabajo, White sale del agua y su termómetro vuelve a los niveles normales. En este punto, la tripulación se da cuenta de su terrible error, y White es asesinado en la explosión que también destruye al jefe, garantizando la seguridad de los otros tres fugitivos humanos, aunque sellando su propio destino en el planeta que había tratado de desalojar.